# Marie-Solange Kayisire
Marie-Solange Kayisire là một chính trị gia người Rwanda, từng giữ chức Bộ trưởng Bộ Nội vụ, trong Văn phòng Thủ tướng và là thành viên của nội các Rwanda, kể từ ngày 31 tháng 8 năm 2017.